# Oberquabach
Oberquabach ist ein Ortsteil der Gemeinde Lindlar im Oberbergischen Kreis in Nordrhein-Westfalen.

## Lage und Beschreibung
Oberquabach liegt im Westen der Gemeinde Lindlar, südwestlich von Linde an der Landesstraße 284 die vom Hommerich nach Hartegasse führt. Durch den Ort fließt die Lindlarer Sülz die wenig später den von Ommerborn kommenden Ommerbach aufnimmt.

## Geschichte
Die Topographia Ducatus Montani des Erich Philipp Ploennies, Blatt Amt Steinbach, belegt, dass der Wohnplatz bereits 1715 zwei Hofstellen besaß, die als Quapig beschriftet sind. Carl Friedrich von Wiebeking benennt die Hofschaft auf seiner Charte des Herzogthums Berg 1789 als Quabach. Aus ihr geht hervor, dass der Ort zu dieser Zeit Teil der Honschaft Ommer im Unteren Kirchspiel Lindlar war.
Der Ort ist auf der Topographischen Aufnahme der Rheinlande von 1825 als Ob. Quabach verzeichnet. Die Preußische Uraufnahme von 1840 zeigt den Wohnplatz unter dem Namen Ob. Quabach. Ab der Preußischen Neuaufnahme von 1894/96 ist der Ort auf Messtischblättern regelmäßig als Ober Quabach später Oberquabach verzeichnet.
1822 lebten elf Menschen im als Hof kategorisierten und (Ober-)Quabach bezeichneten Ort, der nach dem Zusammenbruch der napoleonischen Administration und deren Ablösung zur Bürgermeisterei Lindlar im Kreis Wipperfürth gehörte. Für das Jahr 1830 werden für Ober- und Unterquabach zusammen 39 Einwohner angegeben. Der 1845 laut der Uebersicht des Regierungs-Bezirks Cöln als Ober-Quabach bezeichnete und als Hof kategorisierte Ort besaß zu dieser Zeit zwei Wohngebäude mit 14 Einwohnern, alle katholischen Bekenntnisses. Die Gemeinde- und Gutbezirksstatistik der Rheinprovinz führt Oberquabach 1871 mit zwei Wohnhäusern und zwölf Einwohnern auf. Im Gemeindelexikon für die Provinz Rheinland von 1888 werden für Ober Quabach drei Wohnhäuser mit zehn Einwohnern angegeben. 1895 besitzt der Ort zwei Wohnhäuser mit zwölf Einwohnern und gehörte konfessionell zum katholischen Kirchspiel Linde, 1905 werden ein Wohnhaus und zehn Einwohner angegeben.